# هاري بيل (عسكري)
هاري بيل (بالإنجليزية: Harry Bell)‏ هو عسكري أمريكي، ولد في 21 سبتمبر 1860 في ميلواكي في الولايات المتحدة، وتوفي في 10 نوفمبر 1938 في Fort Leavenworth ‏ في الولايات المتحدة.